# Otto Barić
Otto Barić (pronunciación en croata: [bǎːritɕ]) (Eisenkappel 19 de junio de 1933 - Zagreb 13 de diciembre de 2020) fue un jugador y entrenador de fútbol profesional austríaco-croata.

## Carrera
Nacido en Eisenkappel, cerca de Klagenfurt, Austria, sus padres croatas volvieron a la entonces Yugoslavia a sus cuatro años. Como futbolista jugó en los clubes NK Metalac Zagreb (1952 – 1958) y NK Lokomotiva Zagreb (1958 – 1963), mismo club en que se inició como entrenador entre 1964 y 1967.

### Años 1970 a 1980
Barić comenzó su carrera como entrenador en el extranjero en 1969 en el club de Alemania Occidental Germania Wiesbaden y se mudó después de una temporada al club austriaco Wacker Innsbruck, donde pasó las siguientes dos temporadas y ganó dos títulos de campeón de liga consecutivos antes de mudarse al LASK Linz en julio de 1972. Después de dos temporadas en Linz, pasó a entrenar al club croata NK Zagreb y pasó dos temporadas allí antes de mudarse al Dinamo Vinkovci en julio de 1976. A fines de la década de 1970, también fue el entrenador en jefe del equipo nacional amateur yugoslavo. un equipo que estaba formado por jugadores de la Segunda Liga de Yugoslavia, y ganó dos títulos regionales y uno continental con el equipo entre 1976 y 1978. Al mismo tiempo, pasó casi cuatro temporadas en el Dinamo Vinkovci antes de regresar a Austria en marzo de 1980 para entrenar al Sturm Graz. Luego de una temporada y media en el Sturm y paso a entrenar al Rapid Viena en julio de 1982. Llevó al Rapid a tres títulos de campeón de la Bundesliga austriaca en 1982, 1983 y 1987, así como a tres títulos de copa de Austria en 1983, 1984 y 1985. En 1985, también llevó al Rapid de Viena al partido final de la Recopa de la UEFA, pero perdió el título por 3-1 ante el Everton de Inglaterra. 
Barić dejó el Rapid por el club alemán VfB Stuttgart en el verano de 1985 y entrenó al equipo hasta marzo de 1986. Regresó al Rapid en junio de 1986 y pasó a entrenar al equipo en las siguientes dos temporadas, ganando otro título de la Copa de Austria en 1987.

### Años 1990
En 1990 se convirtió en entrenador en jefe del SK Vorwärts Steyr, otro equipo de la Bundesliga austriaca, para la temporada 1990-91. En julio de 1991, fue contratado por Austria Salzburgo, cuadro al que llevó a dos títulos consecutivos en la Bundesliga austriaca en 1994 y 1995. En la temporada 1993-94, llevó al club a la final de la Copa de la UEFA 1993-94, pero perdió el título ante el Inter de Milán con una derrota global por 2-0. La temporada siguiente logró clasificarse a la Liga de Campeones de la UEFA 1994-95, lo que convirtió al Austria Salzburg en el primer club austriaco en hacerlo. El equipo terminó tercero en su grupo detrás del Ajax de Ámsterdam y AC Milan. Dirigió al equipo de Salzburgo hasta agosto de 1995. 
Luego fue entrenador asistente en la selección de Croacia hasta el final de la Eurocopa de 1996. En julio de 1996, se convirtió en el entrenador en jefe del Dinamo Zagreb y llevó al club a títulos tanto en la Primera Liga croata como en la Copa de Croacia en solo una temporada que dirigió al equipo. En junio de 1997, dejó el Dinamo por el club turco Fenerbahçe, donde estuvo hasta marzo de 1999. 
Volvió al ámbito internacional como entrenador en jefe de la selección nacional de Austria, entre 1999 y 2001, renunciando a su puesto después de que Austria no se clasificara para a la Copa Mundial de Fútbol de 2002.

### Selección de Croacia
En julio de 2002 fue nombrado entrenador en jefe de la selección nacional de Croacia después de que su predecesor Mirko Jozić fuera despedido debido a una deslucida participación en la Copa Mundial de Fútbol de 2002, en la que no superó la fase de grupos.
A Barić se le encomendó la tarea de clasificar a la selección de Croacia a la Eurocopa 2004. Su primer partido como entrenador en el banquillo de Croacia fue un amistoso contra Gales el 21 de agosto de 2002 en Varaždin. El partido terminó con un empate 1-1, lo que fue una gran decepción. Su debut competitivo en la sesión de clasificación para el Campeonato de Europa fue aún menos exitoso con un empate sin goles contra Estonia y un mes después el equipo perdió 2-0 contra Bulgaria. Con posibilidades disminuidas de avanzar al torneo final, Croacia ahora tenía que ganar tantos partidos como fuera posible. El comienzo en el año 2003 fue exitoso, con una impresionante victoria por 4-0 sobre la sólida Bélgica en Zagreb, seguida de tres victorias consecutivas, dos veces contra Andorra y una vez contra Estonia. El equipo tuvo que lograr una victoria a domicilio contra Bélgica para asegurar al menos un lugar en los play-offs, pero no lo logró al perder 2-1. Sin embargo, ganó el último partido contra Bulgaria por 1-0 y obtuvo el segundo lugar debido a una mejor diferencia de goles que la del equipo belga. En los play-offs, Croacia logró una victoria global por 2-1 contra Eslovenia y se clasificó para el torneo realizado en Portugal.
En el torneo, Croacia se vio envuelta en un grupo difícil con los campeones defensores Francia, Inglaterra y Suiza, y el avance a los cuartos de final era relativamente poco probable. El equipo puso todas sus esperanzas en el partido inaugural contra Suiza, pero no pudo ganar ya que el partido terminó con un empate sin goles. El segundo partido contra Francia comenzó mal para la selección croata, ya que perdían 1-0 en el descanso después de que Igor Tudor anotara un gol en propia puerta, pero un buen comienzo en la segunda mitad y los goles de Milan Rapaić y Dado Pršo los pusieron 2-1. en los primeros siete minutos. Sin embargo, Francia empató con gol de David Trezeguet y el marcador final fue 2-2. Croacia tuvo que ganar contra Inglaterra en el último partido del grupo para avanzar a los cuartos de final y logró un buen comienzo cuando Niko Kovač anotó el primer gol después de solo cuatro minutos, pero Inglaterra logró cambiar la ventaja 2-1 hasta el final del primer tiempo con goles de Paul Scholes y Wayne Rooney en los últimos cinco minutos. En la segunda mitad, Inglaterra se puso 3-1 arriba con otro gol de Rooney y las posibilidades croatas de ponerse en ventaja una vez más se redujeron al mínimo. Croacia logró disminuir la ventaja de Inglaterra cuando Igor Tudor anotó el 3-2, pero Frank Lampard tardó solo seis minutos en convertir el cuarto gol, lo que llevó a Inglaterra a una victoria por 4-2 y a la eliminación de Croacia. El contrato de Barić no se prorrogó y se fue como entrenador de la selección croata en julio de 2004.

### Selección de Albania
Después de estar sin trabajo durante casi dos años, Barić volvió a entrenar cuando fue nombrado entrenador en jefe de la selección nacional de Albania en junio de 2006, después de que no se extendiera el contrato de Hans-Peter Briegel con el equipo. Barić permaneció como entrenador de Albania hasta el Campeonato de Europa de 2008 con la esperanza de llevar al equipo a la fase final del torneo por primera vez. A diferencia de su predecesor, Barić vivía en Tirana para observar de cerca la Primera División de Albania y sus jugadores. 
Debutó con un empate 2-2 contra Bielorrusia el 2 de septiembre de 2006. Luego, Albania perdió 2-0 en casa contra Rumania, pero los empates contra Bulgaria y Eslovenia, y las victorias por 6-0 en el global contra Luxemburgo, mostraron el buen trabajo del entrenador. Albania incluso podría haber ganado contra Holanda en Tirana si el árbitro no hubiera anulado un gol en propia puerta del defensa holandés Mario Melchiot. Los valores de Barić se mostraron incluso cuando prometió renovar la selección de Albania y de alguna manera logró hacerlo. Dejó fuera de la convocatoria al capitán Igli Tare, pese a que era jugador de la Lazio. Pero demostró que su decisión era correcta porque el equipo se las arregló muy bien sin él. También hizo debutar al jugador de Tirana de 19 años, Jahmir Hyka, y al jugador de Besa Kavajë de 20 años, Andi Lila. Pero la campaña de clasificación para la Eurocopa 2008 terminó en vergüenza para Albania, luego de dos fuertes derrotas contra Bielorrusia 2-4 en casa y Rumania 1-6 en Bucarest. Aunque Barić estuvo sancionado para estos dos partidos y ambos no fueron dirigidos por él, sino por su asistente, no pudo aceptar el comportamiento de sus jugadores y anunció su baja aunque había acordado una extensión de contrato unos días antes.

## Muerte
Barić murió de COVID-19 en el Hospital Clínico Dubrava en Zagreb el 13 de diciembre de 2020, a la edad de 87 años.

## Clubes como entrenador
Fuente:
| Equipo               | Desde                | Hasta                    |
| -------------------- | -------------------- | ------------------------ |
| Lokomotiva Zagreb    | 1964                 | 1967                     |
| Opel Rüsselsheim     | 1967                 | 1969                     |
| Germania Wiesbaden   | 1969                 | 1970                     |
| Wacker Innsbruck     | 1 de enero de 1971   | 31 de diciembre de 1971  |
| LASK Linz            | 1972                 | 1974                     |
| NK Zagreb            | 1974                 | 1976                     |
| Yugoslavia Amateurs  | 1974                 | 1979                     |
| Dinamo Vinkovci      | 1976                 | 1979                     |
| Sturm Graz           | 1 de julio de 1980   | 30 de junio de 1982      |
| Rapid Viena          | 1 de julio de 1982   | 30 de junio de 1985      |
| VfB Stuttgart        | 1 de julio de 1985   | 4 de marzo de 1986       |
| Rapid Viena          | 1 de julio de 1986   | 11 de septiembre de 1988 |
| Sturm Graz           | 1 de octubre de 1988 | 30 de junio de 1989      |
| Vorwärts Steyr       | 28 de julio de 1990  | 3 de mayo de 1991        |
| Austria Salzburg     | 11 de julio de 1991  | 29 de agosto de 1995     |
| Croatia Zagreb       | 6 de junio de 1996   | 2 de junio de 1997       |
| Fenerbahçe           | 1997                 | 1998                     |
| LASK Linz            | 29 de julio de 1998  | 4 de diciembre de 1998   |
| Selección de Austria | 13 de abril de 1999  | 21 de noviembre de 2001  |
| Selección de Croacia | julio 2002           | julio 2004               |
| Selección de Albania | 16 de agosto de 2006 | 21 de noviembre de 2007  |

## Palmarés
Wacker Innsbruck
- Bundesliga Austriaca: 1970–71, 1971–72[5]

NK Zagreb
- Segunda Liga de Yugoslavia: 1975–76[5]

Yugoslavia
- Juegos Mediterráneos: 1979

Rapid Viena
- Bundesliga Austriaca: 1982–83, 1986–87, 1987–88[5]
- Copa de Austria: 1983, 1984, 1985, 1987[5]
- Supercopa de Austria: 1986, 1987, 1988[5]
- Recopa de Europa subcampeón: 1985[5]

Casino Salzburg
- Bundesliga Austriaca: 1993–94, 1994–95[5]
- Supercopa de Austria: 1994, 1995[5]
- Copa de la UEFA subcampeón: 1994[5]

Croatia Zagreb
- Primera División de Croacia: 1996–97[5]
- Copa de Croacia: 1997[5]